# Grafenbergsee
Der Grafenbergsee ist ein Bergsee im Dachsteingebirge in der Steiermark, Österreich. Der See liegt auf einer Höhe von 1638 m ü. A. in einer Mulde östlich der Grafenbergalm. Der See hat eine Länge von etwa 200 Metern in west-östlicher Richtung bei einer Breite von maximal etwa 180 Metern. Seine Fläche beträgt 2,3 Hektar. Der See hat großteils steile Ufer mit geringmächtigen mineralischen Schlammauflagen in den flacheren Uferbereichen. Haarblättriger Wasserhahnenfuß und Feine Armleuchteralge sind spärlich vertreten. Das Grüne Gallertkugeltierchen (Ophrydium versatile) ist häufig. Das Ufer ist durch Beweidung stellenweise gestört. In der kleinen Bucht am Ostufer wurden größere Mengen an organischem Material und Totholz vom Wind zusammengetrieben. Der See liegt am Wanderweg zur Grafenbergalm.